# Lotus 19
La Lotus 19, conosciuta anche come Monte Carlo, era una vettura da gara a motore centrale progettata da Colin Chapman. La 19 venne costruita dal 1960 al 1963 e si poteva considerare come la versione biposto della Lotus 18 che gareggiava nel campionato di Formula 1.

## La Lotus 19
La Lotus 19 era un'auto a motore centrale e trazione posteriore. La carrozzeria era in fibra di vetro mentre il telaio era in tubi e si basava su quello della Lotus 18. Il motore era un Coventry Climax da 2.496 cm³ di cilindrata. Le forme della carrozzeria ricordavano sia quelle della Lotus 18 che quelle della Lotus 23 tranne che per la sistemazione del motore alle spalle del pilota.
Chapman chiamò la vettura Monte Carlo in onore della vittoria che Stirling Moss ottenne su questo circuito nel 1960, prima vittoria di una vettura Lotus nel campionato di Formula 1. Nel fare questo si pensa che si fosse ispirato alla Cooper che aveva dato il nome Monaco a una sua vettura dopo la vittoria nella gara di Formula 1 del 1958.

## La Lotus 19B
Verso la fine del 1963 Dan Gurney, che aveva ottenuto molti successi al volante della Lotus 19 del team Arciero Brother, ottenne una nuova 19 dotata di un motore Ford King Cobra da 4,7 litri (289 ci). La modifica venne effettuata direttamente dalla Lotus nel suo stabilimento e la vettura venne dotata di un nuovo sistema di fissaggio del motore e di un telaio formato con tubi di diametro maggiore rispetto a quello standard. A causa di queste specifiche uniche la vettura venne denominata Lotus 19B e fu l'unica vettura a essere indicata con questa sigla.
La 19B venne mostrata per la prima volta a Nassau nel 1963 e in questo caso aveva una livrea completamente rossa. Nel 1964 Gurney si assicurò la sponsorizzazione della Pacesetter Homes e la vettura venne ridipinta in bianco e blu. Punto debole di questa auto si dimostrò essere la trasmissione Colotti che causò diversi ritiri. Nel 1965 Gurney cedette questa vettura che dopo diversi proprietari è stata acquistata da Gordon e Nancy Gimbel e oggi è visibile in diversi eventi legati alle auto storiche negli Stati Uniti.
Sebbene la 19B fosse la prima vettura ad avere l'approvazione ufficiale all'uso del motore V8 di produzione statunitense, molti altri clienti effettuarono questa modifica. Tra questi Bob Colombosian e Rod Carveth che usarono sulla loro Lotus 19 un motore Buick V8 da 3,5 litri (251 ci). Il canadese Norm Namerow utilizzò un motore da 4,7 litri (289 ci). Nell'ottobre del 1963 Lloyd Ruby gareggiò con la Harrison Special, una 19 modificata, con il motore da 4,7 litri (289 ci).
Alan Green usò nel 1964 una Lotus 19 con motore Chevrolet da 6,1 litri (377 ci) modificato dalla Traco e con transaxle McKee. La vettura venne pilotata da Jerry Grant e sebbene si dimostrasse molto veloce, si parlava di una potenza di 600 hp (370 kW), non era molto affidabile. Venne provata sul Westwood Raceway agli inizi del 1965 e raggiunse una velocità di 360 km/h (224 mph) con l'impiego di alcune appendici aerodinamiche artigianali.

## Produzione
Sono diciassette le Lotus 19 costruite. Diverse sono andate distrutte mentre altre sono state completamente ricostruite. Oggi esistono più Lotus 19 di quante ne sono state costruite in origine.
| Telaio | Primo proprietario                                  | Motore                                                      |
| ------ | --------------------------------------------------- | ----------------------------------------------------------- |
| 950    | British Racing Partnership                          | 2.5 Climax                                                  |
| 951    | Arciero Brothers                                    | 2.5 Climax                                                  |
| 952    | British Racing Partnership Venduta al Team Rosebud. | 2.0 Climax/Ferrari V-12 3.0 nel 1963                        |
| 953    | British Racing Partnership                          | 2.5 Climax                                                  |
| 954    | J. Frank Harrison                                   | 2.5 Climax in seguito Harrison Special-289 Ford             |
| 955    | Jack Nethercutt                                     | 2.5 Climax                                                  |
| 956    | Charles Vogele                                      | 2.5 Climax cambiato con il 2.0 Climax per le gare in salita |
| 957    | Tom Carstens                                        | Empty - 3.5 Buick cambiato con il Chevrolet V8              |
| 958    | Roy Schechter                                       | 2.5 Climax                                                  |
| 959    | Peter Ryan                                          | 2.5 Climax                                                  |
| 960    | Robert Publicker                                    | 1.5 Climax                                                  |
| 961    | Dr Harry Zweifel                                    | 2.0 Climax per le gare in salita                            |
| 962    | Rod Carveth                                         | 3.5 Buick                                                   |
| 963    | Henry Olds/Bob Colombosian                          | 3.5 Buick                                                   |
| 964    | John Coundley                                       | 2.5 Climax                                                  |
| 965    | Mecom Racing Team                                   | empty - 2.0 Climax cambiato poi con il 3.5 Buick            |
| 966    | Dan Gurney                                          | 289 Ford                                                    |